# Villa Morgenroth (Bad Reichenhall)
Die Villa Morgenroth ist eine Villa und ehemalige Kurpension in der Rinckstraße in Bad Reichenhall.
Die Villa Morgenroth steht unter Denkmalschutz und ist unter der Nummer D-1-72-114-122 in die Bayerische Denkmalliste eingetragen.

## Geschichte
Der Bau der Villa Morgenroth fällt in die Blütezeit des Kurbetriebs in Bad Reichenhall um die Jahrhundertwende. In dieser Zeit entstanden Dutzende Hotels, Kurpensionen und Fremdenheime im heutigen Stadtgebiet. Das heutige Ensemble Kurviertel, die Rinckstraße und auch der Hauptbahnhof lagen im Gebiet der damals noch eigenständigen, ländlich geprägten Gemeinde St. Zeno. Die Eingemeindung von St. Zeno wurde 1905 vollzogen.
Der Luftangriff auf Bad Reichenhall am 25. April 1945, der Bahnstrecke und Bahnhöfen galt und über 200 Menschenleben forderte, traf auch die Rinckstraße. Vom Haus Nr. 12 wurden leichte Schäden gemeldet. Da die Hausnummer der Villa Morgenroth in den 2010er Jahren von 14 auf 12 geändert wurde, ist heute nicht mehr eindeutig nachvollziehbar, welches Gebäude damals beschädigt wurde.
Heute werden Gebäude dieser Art kaum noch für touristische Zwecke verwendet. Die Villa Morgenroth gehört inzwischen zur benachbarten Rehaklinik Klinik Bad Reichenhall und ist über einen Verbindungsbau direkt angeschlossen.

## Beschreibung
Die Villa Morgenroth ist ein dreigeschossiger Eckbau mit Eckerkerturm, flachem Dach und eisernen, mehrgeschossigen Balkons. Das Gebäude entstand Ende des 19. Jahrhunderts.

## Lage
Die Villa Morgenroth befindet sich an der Ecke Rinck- und Salzburger Straße in Bad Reichenhall und liegt im Ensemble Kurviertel.